# Museo delle culture del mondo
Il Museo delle Culture del Mondo è uno dei musei di Genova, aperto in occasione di Genova capitale europea della cultura 2004 all'interno del castello D'Albertis, antica dimora del capitano Enrico Alberto d'Albertis sul colle di Montegalletto. Situato nel quartiere di Castelletto, ospita manifestazioni culturali e l'esposizione permanente delle collezioni raccolte dallo stesso d'Albertis, integrate da altre acquisizioni più recenti.
Annesso al polo museale vi è il Museo delle musiche dei popoli.
Il percorso di visita attraversa l'abitazione del capitano per approdare ai veri soggetti della rappresentazione museale: le popolazioni indigene di Africa, America e Oceania.
Lungo due itinerari strettamente collegati tra loro - uno proprio del castello e del suo ideatore, ovvero Enrico Alberto d'Albertis; l'altro tipicamente museale riguardante le culture di ogni parte del mondo - è possibile compiere un viaggio nello spazio e nel tempo. Il capitano appare quindi non solo come l'ideatore della dimora neogotica, sospesa tra influenze esotiche e spunti marinareschi, ma funge anche da filo conduttore di un percorso che, attraverso la sala Colombiana, la sala Gotica, la sala Turca, la Cabina e la sala Nautica, conduce ai popoli visitati in tutto il mondo.

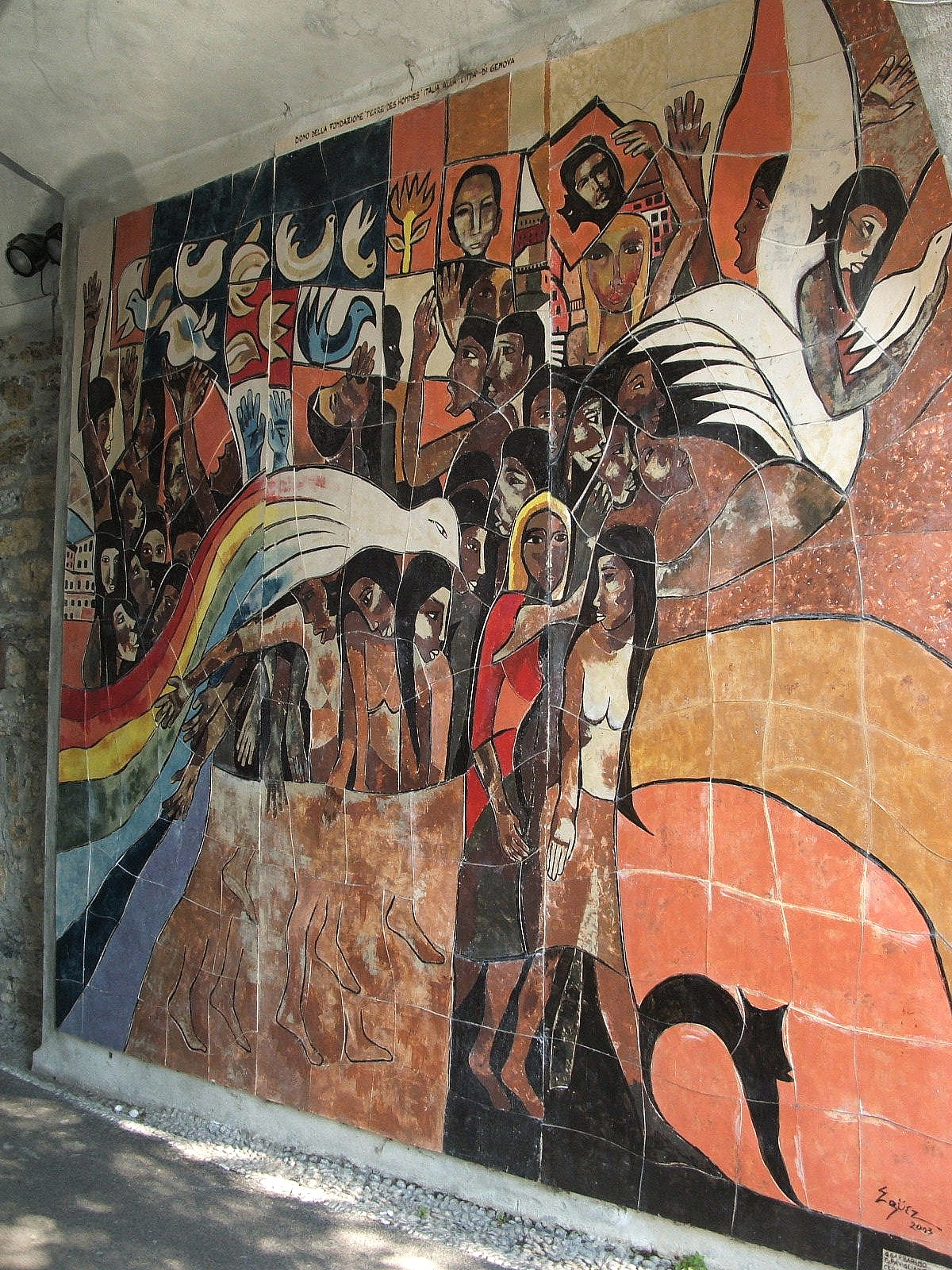
Murale di Terre des hommes all'ingresso del castello d'Albertis

L'allestimento del nuovo percorso espositivo è stato progettato e curato dal professor Massimo Chiappetta.

## Le collezioni
Insieme alle collezioni etnografiche e archeologiche raccolte dal capitano d'Albertis nei suoi viaggi in Africa, nelle Americhe e in Oceania, il museo ospita collezioni marinaresche (modellini di imbarcazioni, strumenti e carte nautiche) e fotografiche, gli spolveri delle meridiane, i volumi della sua biblioteca e le centinaia di disegni per la costruzione del complesso neogotico.
Raccoglie testimonianze e souvenir delle popolazioni incontrate, formando così le collezioni del museo, allestito in stile di gabinetto di curiosità, tra bacheche, panoplie e trofei coloniali e di caccia.
Spiccano, per quantità e varietà, le armi africane sudanesi e dello Zambesi, le lance cinesi e le alabarde europee che via via decorano lo scalone dal piano terra al secondo piano, quasi in un percorso evoluzionistico, secondo i criteri dell'epoca.

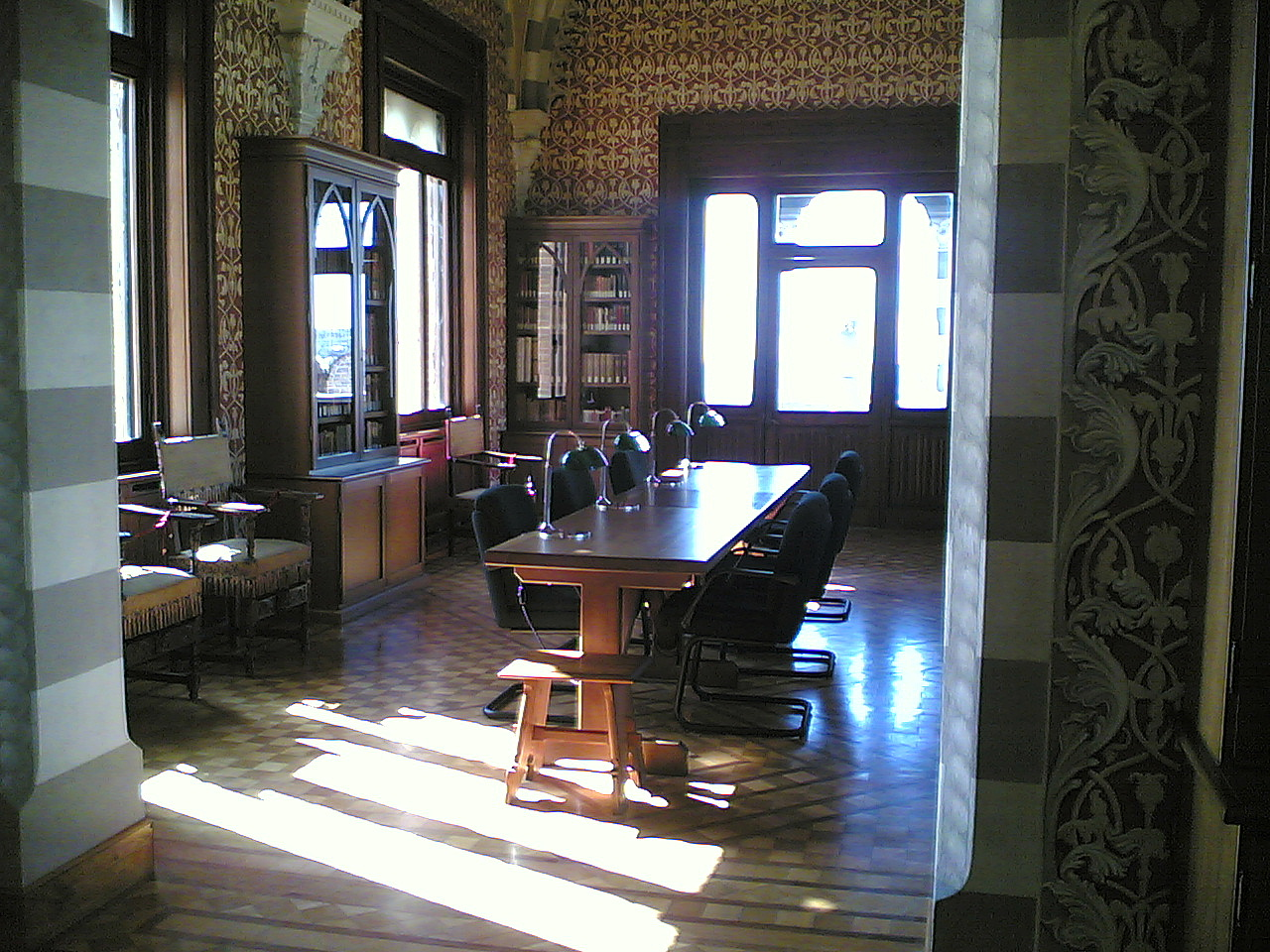
Un'elegante sala adibita a biblioteca

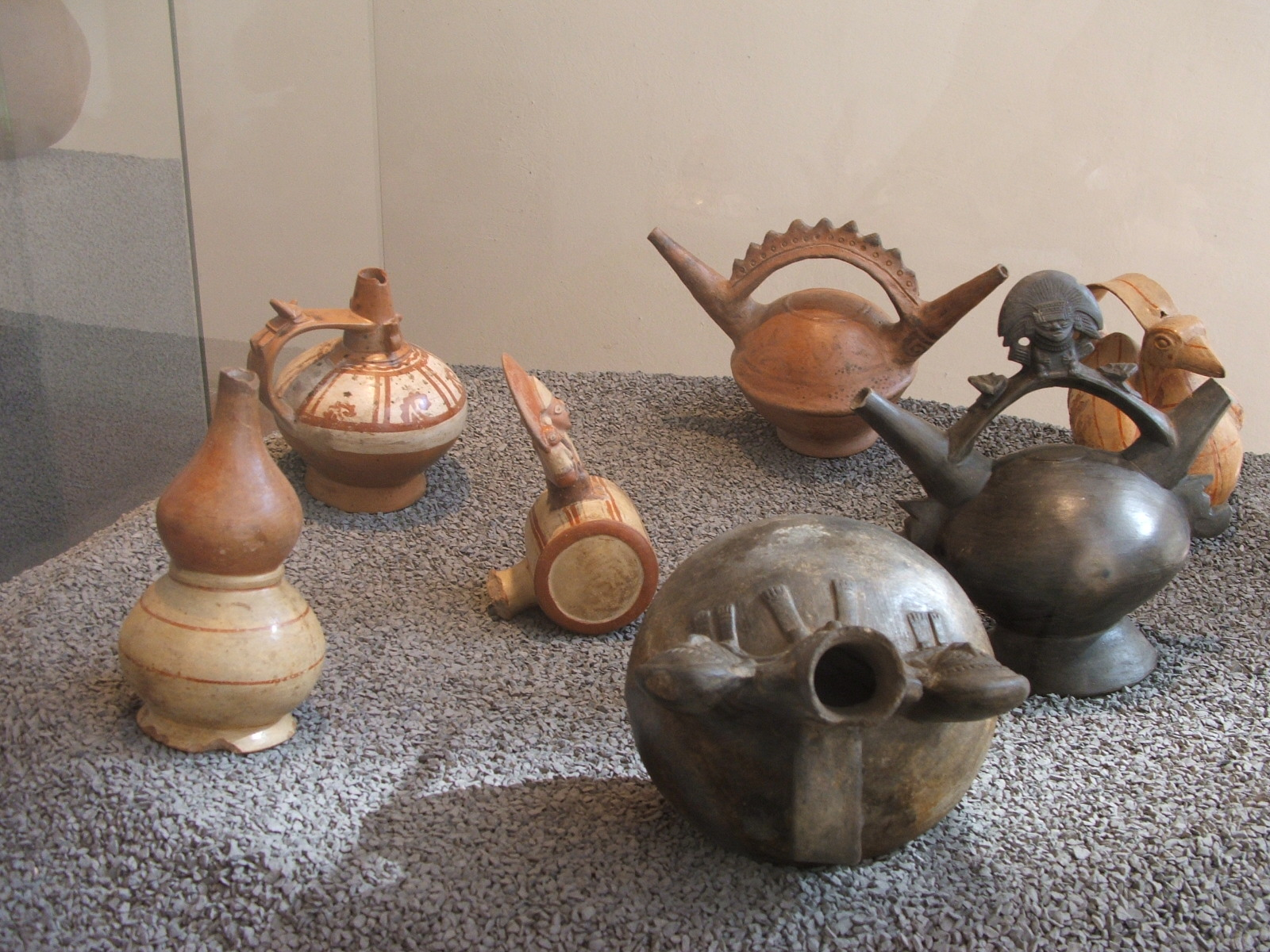
Reperti della cultura azteca

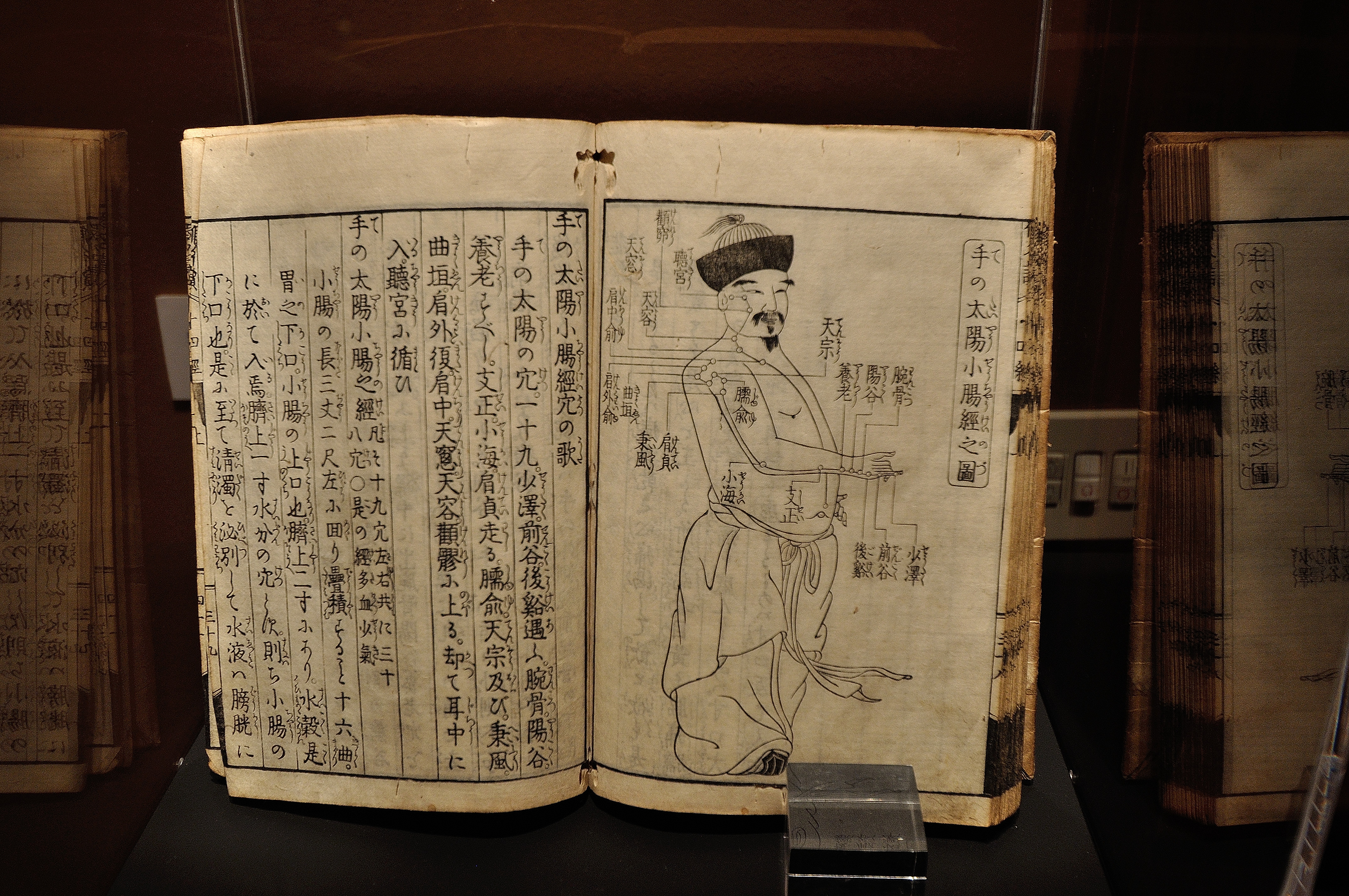
Libro contenuto nel museo

L'arredo neogotico, ricco di influssi esotici, particolarmente ispano-moreschi ed orientali, culmina nella sala Turca dove centinaia tra suppellettili, monili, armi, vasi, divani e lampade occhieggiano sotto il pesante tendaggio del soffitto che simula una tenda tra narghilè e uova di struzzo.
Alle collezioni oceaniane raccolte dal capitano si aggiungono quelle del cugino Luigi Maria d'Albertis, primo esploratore del fiume Fly in Nuova Guinea (1872-1878).

Fa parte delle collezioni del museo anche il materiale etnografico e archeologico proveniente dall'estremo settentrionale del Canada, fino a quello meridionale dell'arcipelago della Terra del Fuoco che le Missioni cattoliche americane hanno esposto a Genova in occasione delle celebrazioni colombiane del 1992 e poi donato alla città.
Fra queste spiccano per quantità ed importanza i manufatti degli Indiani delle pianure di Canada e Stati Uniti, realizzati in pelle di bisonte e cervide e ricoperti di aculei di porcospino e perline di vetro grazie al paziente lavoro femminile, poiché erano le donne a dedicarsi alla conciatura delle pelli e alla loro decorazione.
Si tratta di mocassini, indumenti, giocattoli, sonagli per la danza, una culla a sospensione, borse per il trasporto e una serie di oggetti legati alla sfera della guerra, della caccia e del fumo della pipa. Il materiale raccolto dai missionari salesiani in Patagonia e Terra del Fuoco fornisce una notevole possibilità di avvicinamento alle culture ormai estinte all'impatto con l'Occidente degli indigeni dell'estrema punta meridionale dell'America del Sud.
Tra il materiale archeologico, sono da ricordare i frammenti maya in tufo vulcanico provenienti dall'acropoli di Copán in Honduras, le cui copie sono state recentemente eseguite in collaborazione con il Peabody Museum of Archaeology and Ethnology dell'Università di Harvard a Cambridge (Massachusetts) e collocate sul sito e nel museo ivi costruito. Ornamenti messicani aztechi e di Teotihuacan, insieme a reperti fittili mayodi dall'Honduras, documentano le tecniche precolombiane mesoamericane di lavorazione della pietra, della conchiglia, della terracotta e dell'ossidiana.
Una grande quantità di reperti archeologici precolombiani fittili e tessili e collezioni etnografiche africane sono state successivamente acquisite dal Comune ed integrate al fondo del capitano poco dopo la sua morte. Nel corso di questi ultimi anni il museo si è arricchito ulteriormente grazie alla donazione di materiale etnografico sudamericano e degli indigeni dell'Arizona.

Nell'estate del 2003 è stata donata una ricchissima collezione di reperti precolombiani dell'Ecuador, che risalgono dalla cultura Valdivia.

## In esposizione unViaggio immaginifico

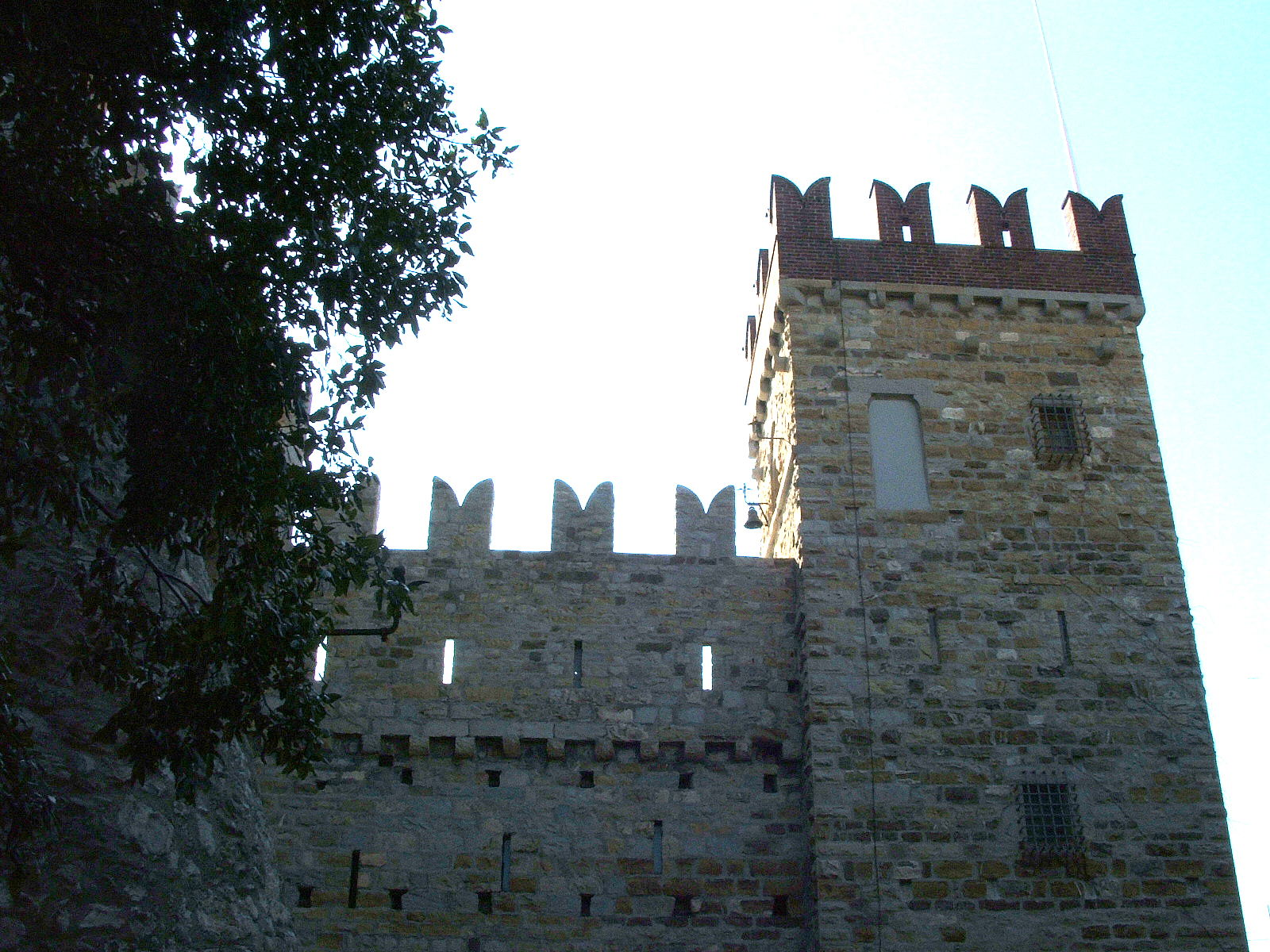
La possente silhouette della torre di guardia del castello affiancata dalle mura merlate

La dimora di un uomo di mare genovese, qual era appunto il capitano d'Albertis, diventa il punto di partenza per un viaggio che conduce direttamente - attraverso la serie di sale (Sala nautica, Salotto turco, Sala colombiana e Sala delle meridiane) - ai popoli che egli visitò mosso dallo spirito di conoscenza proprio dell'esploratore.
Allo sguardo ottocentesco - carico di suggestione per l'esotico - del capitano, nello spazio del bastione fortificato portato interamente alla luce dal restauro del castello, viene affiancato uno sguardo rinnovato e contemporaneo sul mondo extraeuropeo, in grado di fornire spunti per una riflessione sulla cultura europea e sulle altre culture, con la partecipazione diretta dei veri protagonisti e legittimi attori, le popolazioni native che produssero i reperti raccolti.
L'allestimento espositivo ribalta, in questo senso, la visione corrente del mondo e della rappresentazione museale, avvalendosi del coinvolgimento delle comunità locali ed internazionali, di accorgimenti multimediali e soprattutto di un design che evidenzia la valenza segnica e la pregnanza culturale dei materiali.

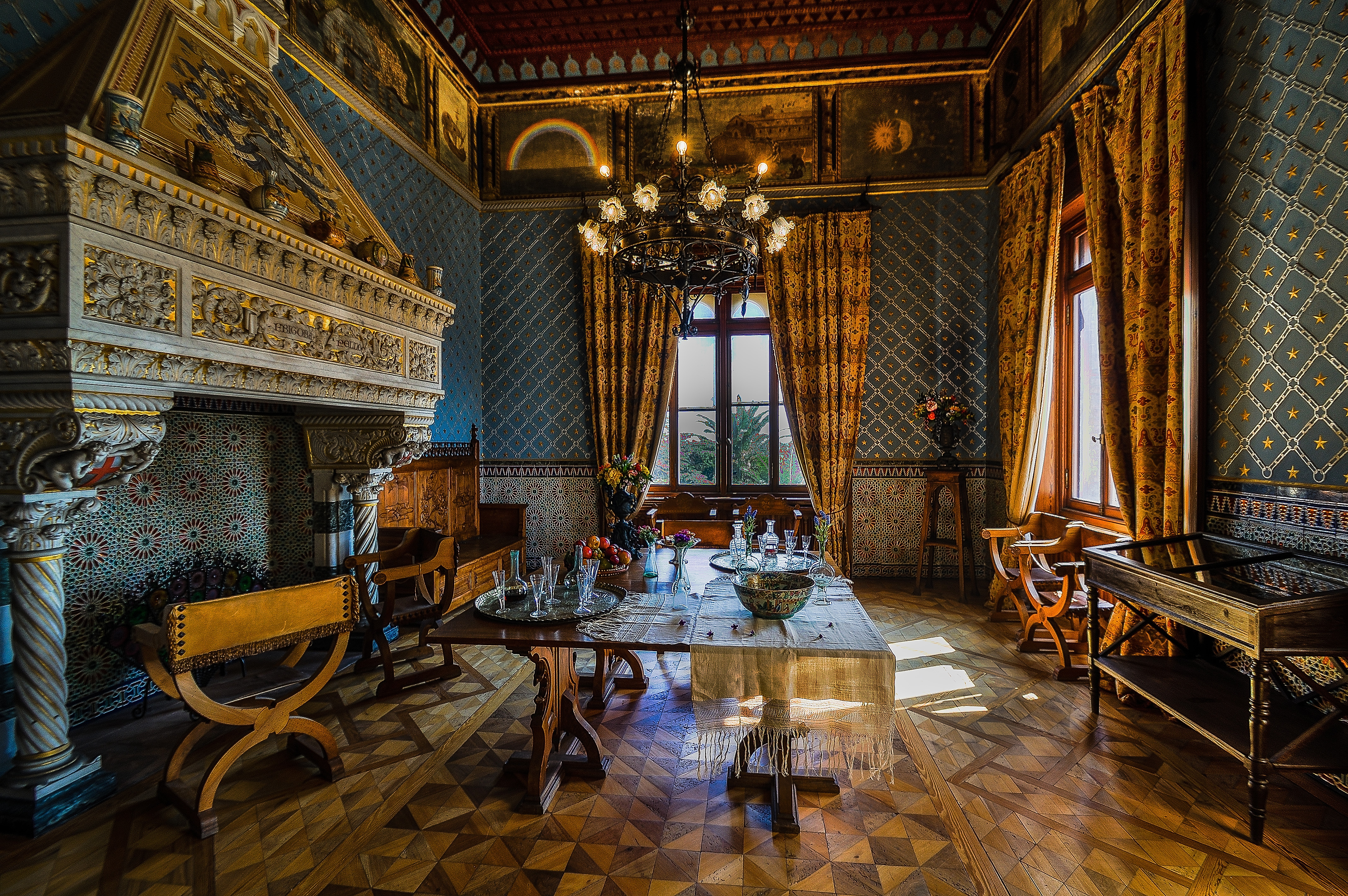
Stanza navigatore nel Museo delle culture del mondo

## Museo delle musiche dei popoli
Infine, in collaborazione con la cooperativa Echo Art, il Castello d'Albertis offre, accanto al Museo delle culture del mondo, anche un Museo delle musiche dei popoli, forte di strumenti, laboratori, spettacoli, mostre, e ascolti dal mondo e intorno al mondo.
L'esposizione permanente di strumenti musicali che rappresentano tradizioni colte e popolari al tempo stesso, consente di attraversare - esaminando da vicino le migrazioni e le esplorazioni, ma anche gli incontri e gli scontri fra culture e poli diversi - il sentiero maestro della musica, nel suo divenire attraverso i secoli.
L'indagine sonora di valenza etnografica si appoggia - e non poteva essere diversamente, in pura epoca telematica - a suoni e immagini arricchiti da testi e video raccolti attraverso i cinque continenti.
Alla parte museale si affiancano concerti, stages, convegni, attività didattiche, conferenze di musicisti e ricercatori.